# HD 141413
HD 141413，又名CP-64 3286，SAO 253323、HR 5876，是一颗恒星，视星等为6.54，位于銀經320.54，銀緯-8.69，其B1900.0坐标为赤經15h 43m 48.1s，赤緯-64° -8.69′ 0″。